# Crassula aurusbergensis
Crassula aurusbergensis (лат.) — вид суккулентных растений рода Толстянка (Crassula) семейства Толстянковые (Crassulaceae), естественно произрастающий на территории Намибии.

## Название
Родовое латинское название Crassula происходит от латинского слова crassus, — «толстый», в основном из-за присутствия у растений этого рода сочных листьев.
Видовой эпитет aurusbergensis связан с местностью, где был впервые обнаружен данный вид — горой Аурусберг (Aurusberg). Эта местность находится в районе Сперргебит, Намибия.

## Ботаническое описание
Многолетние растения с прикорневой розеткой листьев, формирующих плотные комки на коротких одревесневших стеблях. Старые листья сохраняются, не опадая. Отдельные экземпляры достигают высоты до 20 мм без соцветия, а их диаметр составляет примерно 38 мм. Листья представляют собой очень мясистую структуру, светло-зеленого цвета с различными пятнами от красного до темно-зеленого оттенка на верхней поверхности. Они голые, обратнояйцевидные или яйцевидные, крупные (приблизительно 14 х 9 мм) и толстые (не менее 4 мм). Края листьев прозрачные, мелкозубчатые с закругленными зубцами, наклоненными к основанию листа.
Соцветие достигает диаметра до 20 мм и содержит несколько плотных верхушечных дихазий на колосе длиной до 15 мм и шириной до 1 мм, образованных 2 или 3 прикорневыми ланцетными прицветниками. Цветки характеризуются чашечками с очень мясистыми, темно-зелеными долями, узкотреугольными, у основания сросшимися и покрытыми приподнятыми блестящими сосочками. Венчик белый, сросшаяся чашечка у основания длиной около 1,8 мм. Лепестки длиной 1,5 мм, широкопродолговатые, слегка отогнутые, тупые, без спинного придатка. Тычинки до 2,5 мм длиной с небольшой выпуклостью к основанию, а пыльники имеют треугольную форму и окрашены в желтый цвет.

## Таксономия
Crassula aurusbergensis G.Will., первое упоминание в Cact. Succ. J. (Los Angeles) 64: 288 (1992).